# Microrregión de Caririaçu
La microrregión de Caririaçu es una de las  microrregiones del estado brasileño del Ceará perteneciente a la mesorregión del  sur Cearense. Su población fue estimada en 2005 por el IBGE en 63.340 habitantes y está dividida en cuatro municipios. Posee un área total de 1.300,828 km².

## Municipios
- Altaneira
- Caririaçu
- Farias Brito
- Granjeiro

- Datos: Q2272650